# Diogo de Mendonça Corte Real (filho)
Diogo de Mendonça Corte Real (Madrid, entre 1694 e 1703 – Peniche, 1771) foi um político português.

## Biografia
Nasceu em Madrid, entre 1694 e 1703. Era filho ilegítimo do também político e homónimo Diogo de Mendonça Corte Real (1658–1736), com María de Briones y Velasco. Foi perfilhado em 1713.
Diz Joaquim Veríssimo Serrão em História de Portugal, volume VI, era doutor em Cânones pela Universidade de Coimbra e de 1723 a 1728 fora enviado extraordinário aos Países Baixos.
No regresso exerceu os cargos de provedor da Casa da Índia, deputado da Casa de Bragança e conselheiro da Fazenda.
Foi nomeado pelo Rei D. José I, em 2 de Agosto de 1750, Secretário de Estado dos Negócios da Marinha e Domínios Ultramarinos, em substituição de António Guedes Pereira.
Fruto de várias vicissitudes, principalmente resultantes da conjuntura política pombalina, levam a que seja destituído do cargo de Secretário de Estado, sendo desterrado, a 30 de Julho de 1756, para uma distância equivalente a quarenta léguas da Corte. A partir deste momento vai sucessivamente para a freguesia de Salreu, no Bispado de Coimbra e para a freguesia de Baltar, no Bispado do Porto.
Em 1758, é expulso do Reino e desterrado para Mazagão, em Marrocos, onde é conhecido como o «pai de toda a pobreza que sempre favoreceu no estado de sacerdote que professou». Em 1769, na sequência do abandono de Mazagão, regressa ao Reino e segue para Peniche, ali morrendo na cadeia, em 1771.